# Antoni Kurka (wojskowy)
Antoni Jan Ferdynand Kurka (ur. 9 lutego 1887 we Lwowie, zm. 25 czerwca 1935 w Katowicach) – kapitan piechoty Wojska Polskiego.

## Życiorys

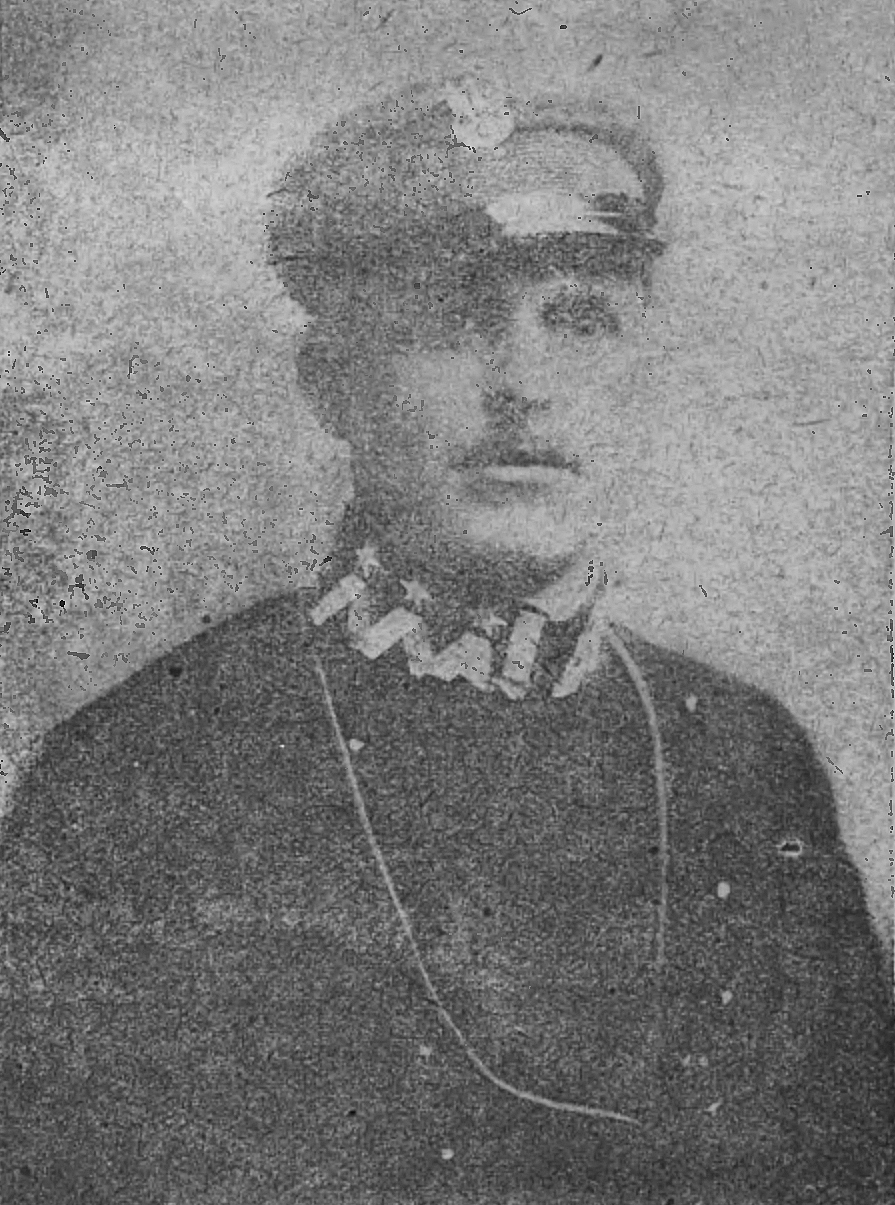
kpt. Antoni Kurka (1918)

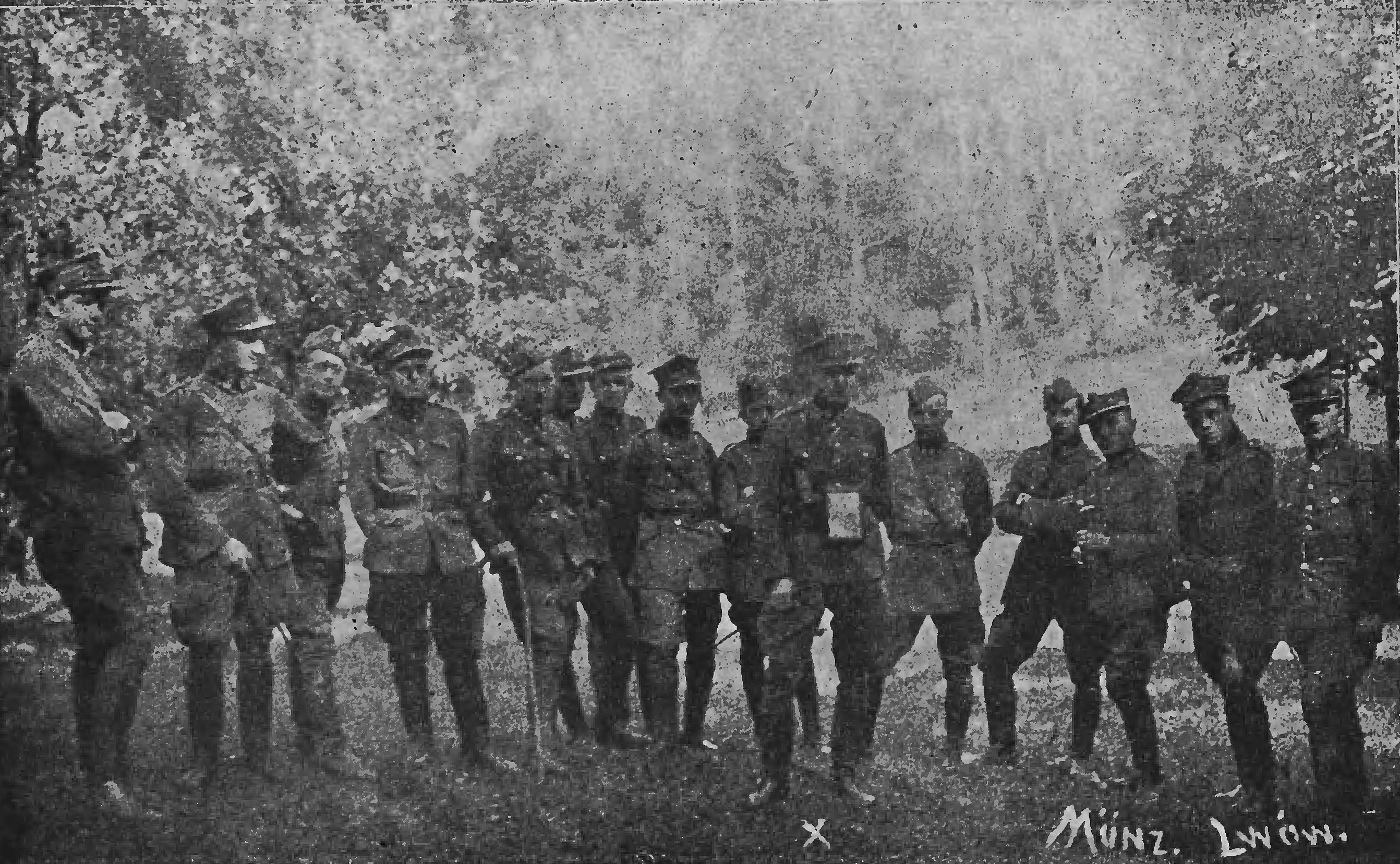
kpt. Antoni Kurka jako dowódca batalionu „dzieci lwowskich” (1920)

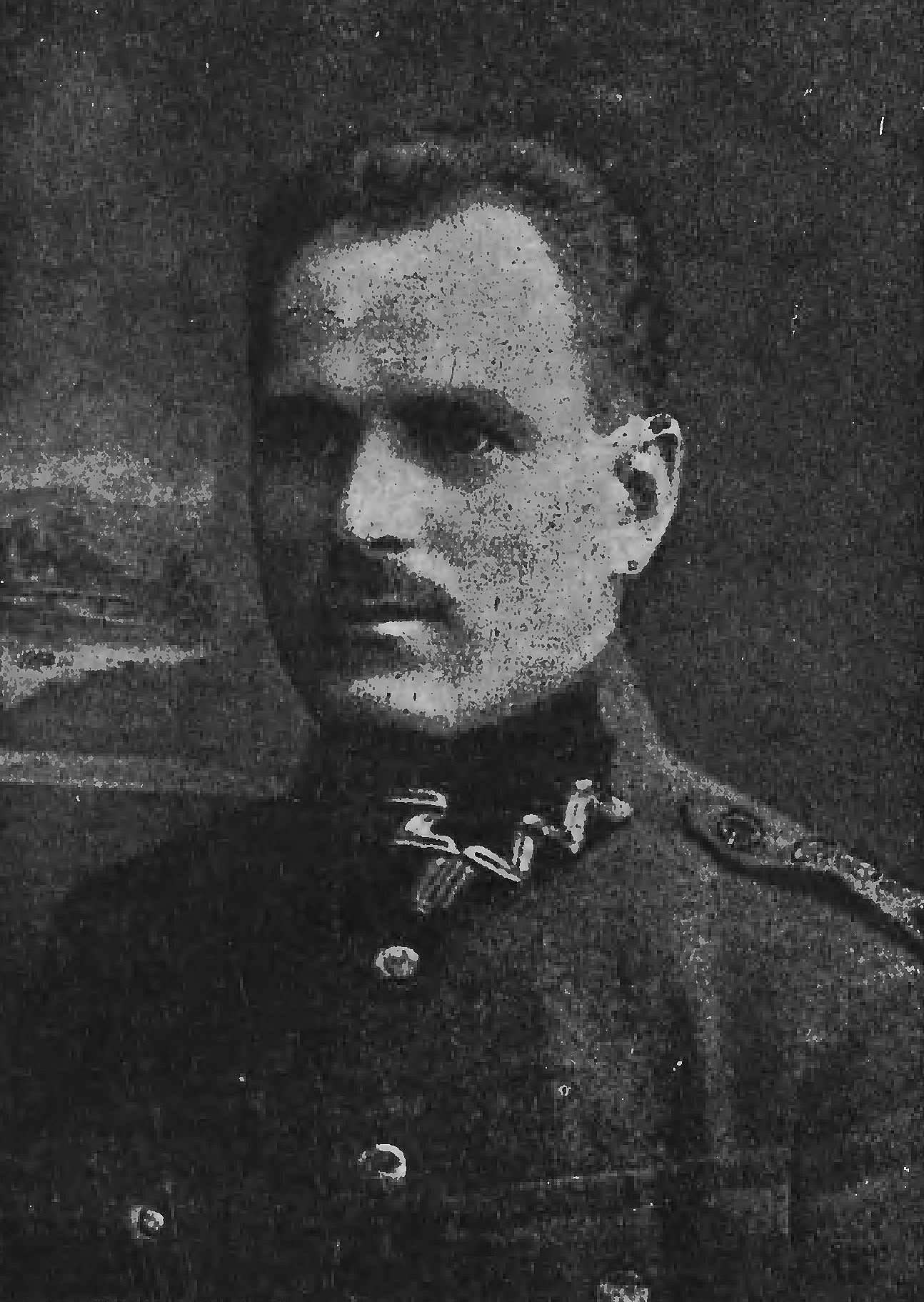
kpt. Antoni Kurka (1920)

Urodził się 9 lutego 1887 we Lwowie. Miał brata i trzy siostry. W 1903 ukończył IV klasę w C.K. IV Gimnazjum we Lwowie. Ukończył naukę w szkole średniej. Był kolejarzem.
Podjął służbę wojskową w C.K. Armii. Został mianowany chorążym piechoty z dniem 1 września 1908. Służył w 30 Pułku Piechoty Austro-Węgier ze Lwowa (1909, 1910) oraz 43 Pułku Piechoty Austro-Węgier z Fehértemplom (1910/1911). Później został mianowany na stopień porucznika. Na służbie w armii austriackiej został inwalidą.
Podczas I wojny światowej był komendantem Polskiej Organizacji Wojskowej na Sanok. Był zaangażowany w organizację przerzutu legionistów-uciekinierów na trasie Stryj-Jasło, wyposażając ich przy tym w mundury kolejarskie i stosowne legitymacje.
U schyłku wojny, w październiku 1918 był wysłannikiem Polskiej Komisji Likwidacyjnej i w tej funkcji przekazał do Sanoka zarządzenie bryg. Bolesława Roji o przejęciu władzy w powiecie sanockim od Austriaków. W październiku 1918 został mianowany przez Roję komendantem milicji na powiat sanocki. W tym czasie wraz z innymi osobistościami miejskimi (jako przewodniczący Wojciech Ślączka oraz m.in. Adam Pytel, Feliks Giela, Paweł Biedka, Karol Zaleski, Jan Rajchel oraz inny wojskowy płk. Franciszek Stok) funkcjonował w ramach powołanego 20 października 1918 Komitetu (Towarzystwa) Samoobrony Narodowej, zaś jako porucznik b. wojsk austriackich został awansowany na stopień kapitana przez komendanta wojsk polskich na Galicję, brygadiera Bolesława Roję i z rozkazu mobilizacyjnego z 31 października 1918 został komendantem wojsk polskich w powiecie sanockim. Odznaczył się wtedy „nadzwyczajną umiejętnością organizatorską”, doprowadzając do zjednania sił na ziemiach wokół Sanoka i sąsiednich powiatów w celu dokonania przewrotu. Wspomniany KSN 1 listopada 1918 wraz z kpt. Kurką i innymi osobistościami miasta Sanoka podjął rozmowy z komendantem wojskowej załogi w Sanoku płk. Maksymowiczem i mimo jego oporu dokonano rozbrojenia stacjonującego wówczas w miejscowych koszarach – pochodzącego z ziemi czeskiej – 54 pułku piechoty. Dowodził siłami około 80 ludzi cywilnych bez broni. W trakcie przejmowania władzy w mieście staraniem kpt. Kurki wydano broń z sanockich koszar. 1 listopada 1918 wojskowi Antoni Kurka i Franciszek Stok stanęli na czele sokołów, skautów i ochotników, którzy zajęli koszary; w następstwie tego została powołana milicja ludowa, której komendantem został Kurka, a zastępcą Stok. Z sił podległych Kurce formowano oddziały późniejszego 3 batalionu Strzelców Sanockich. Obejmując faktycznie komendę wojskową w powiecie sanockim 1 listopada 1918 wydał odezwę adresowaną do ludności Sanoka i powiatu sanockiego, wzywającą do zachowania spokoju oraz unikania wykroczeń lub zaburzeń. Wówczas rozpoczął służbę w Wojsku Polskim, do którego został przyjęty jako były oficer armii austriackiej i zatwierdzony w stopniu kapitana. Rozkazem nr 9 z 13 listopada 1918 kpt. Kurka został zatwierdzony przez szefa Polskiej Komendy Wojskowej w Krakowie, gen. bryg. Bolesława Roję, na stanowisku komendanta powiatowego w Sanoku. W Sanoku oddziały kierowane przez kpt. Kurkę dokonały przejęcia zakładów przemysłowych, budynków, posterunków żandarmerii. Według ówczesnej relacji prasowej dzięki jego działaniom jako dowódcy oddziałów polskich na ziemi sanockiej uniknięto w Sanoku przejęcia miasta przez siły ukraińskie, do czego doszło w innych miejscowościach regionu i skutkowało tam uciskiem ze strony Ukraińców. Mimo tego chłopi z okolicznych wsi, zamieszkiwanych przez ludność ruską, mieli prowadzić zbrojne ataki na Sanok, które odparły siły kpt. Kurki. 25 listopada 1918 przekazał on komendę w powiecie sanockim ppłk. Władysławowi Glazórowi z Przemyśla.
Wkrótce potem Antoni Kurka brał udział w wojnie polsko-ukraińskiej, w tym w walkach pod   Załużem, Ustrzykami, Komańczą, Łupkowem, Cisną, opanowując linię kolejową Chyrów-Zagórz-Łupków. Miał też brać udział w walkach pod Chyrowem. Następnie udał się do Lwowa. Po oswobodzeniu tego miasta (w walkach 1-22 listopada 1918) formowano 2 pułk Strzelców Lwowskich, a w jego składzie hufiec (batalion), którego 2 drużyna (kompania) powstała z oddziału Zamarstynów, a jej dowódcą był początkowo kpt. Wilhelm Starck (poległy 5 grudnia 1918), a po nim kpt. Kurka. Był on dowódcą odcinka Persenkówka i został ranny podczas wypadu.
W styczniu 1920 z poczty polowej nr 12 (Tarnopol) wnioskował o sporządzenie listy obrońców infrastruktury kolejowej w Zagórzu z okresu walk z Ukraińcami od 1 listopada do 20 grudnia 1918. Podczas wojny polsko-bolszewickiej we wrześniu 1920 walczył w obronie Lwowa jako dowódca batalionu „dzieci lwowskich”. W dniu 7 listopada 1920 odbyły się w Zagórzu uroczystości drugiej rocznicy oswobodzenia miasta, podczas których ochotników dekorowano Krzyżem Obrońców Węzła Zagórskiego, a kpt. Kurka przemawiał w budynku „Sokoła”.
Rozkazem L. 1375 z 27 lutego 1921 został przeniesiony do batalionu wartowniczego 3/VI. Formalnie został przyjęty do Wojska Polskiego z byłej armii austro-węgierskiej dekretem Naczelnego Wodza L. 2802 z 26 marca 1921 oraz otrzymał przydział do batalionu wartowniczego 3.VI z przydziałem ewidencyjnym do 49 pułku piechoty w Kołomyi. W Wojsku Polskim został zweryfikowany w stopniu kapitana piechoty ze starszeństwem z dniem 1 czerwca 1919. W 1923, 1924 był oficerem 2 pułku Strzelców Podhalańskich w Sanoku. 16 stycznia 1925 ogłoszono przeniesienie kpt. Kurki z 2 pułku Strzelców Podhalańskich do 14 pułku piechoty. Zarządzeniem Prezydenta RP z 7 lipca 1926 jako oficer 14 pułku piechoty został przeniesiony do rezerwy z dniem 31 lipca 1926 na podstawie art. 76 pkt. b ustawy o podstawowych obowiązkach i prawach oficerów Wojsk Polskich. Powyższe zarządzenie zostało unieważnione zarządzeniem Prezydenta RP z 9 grudnia 1929. W tym samym roku kpt. Kurka jako oficer 14 pułku piechoty został przeniesiony w stan spoczynku z dniem 31 lipca 1926. W 1934 jako kapitan w stanie spoczynku był przydzielony do Oficerskiej Kadry Okręgowej nr VI jako oficer przewidziany do użycia w czasie wojny i pozostawał wówczas w ewidencji Powiatowej Komendy Uzupełnień Lwów Miasto.
Po odejściu ze służby wojskowej był zatrudniony na stanowisku kierownika Biura Personalnego Dyrekcji Poczt i Telegrafów w Katowicach.
Zmarł nagle 25 czerwca 1935 w Katowicach. Jego żoną była Kamila, z domu Smólska, córka naczelnika poczty w Zagórzu. Zamieszkiwali w domu przy stacji kolejowej Nowy Zagórz. Mieli córkę. W chwili śmierci Antoniego Kurki żyli jeszcze we Lwowie jego rodzice.

## Ordery i odznaczenia
- Krzyż Niepodległości (23 grudnia 1933)[49]
- Krzyż Walecznych (1922)[50]
- Medal Pamiątkowy za Wojnę 1918–1921
- Medal Dziesięciolecia Odzyskanej Niepodległości
- Odznaka za Rany i Kontuzje[1][2]
- Odznaka Obserwatora[51]
- Krzyż Obrońców Węzła Zagórskiego
- Krzyż Jubileuszowy Wojskowy – Austro-Węgry (przed 1909)[52]